# Sarcolaena codonochlamys
Sarcolaena codonochlamys – gatunek rodzaju Sarcolaena z rodziny Sarcolaenaceae. Występującego naturalnie na Madagaskarze, na terenie dawnej prowincji Antsiranana. 
Występuje na obszarze 5782 km².
Jest gatunkiem bliskim zagrożenia.